# Gonville and Caius College

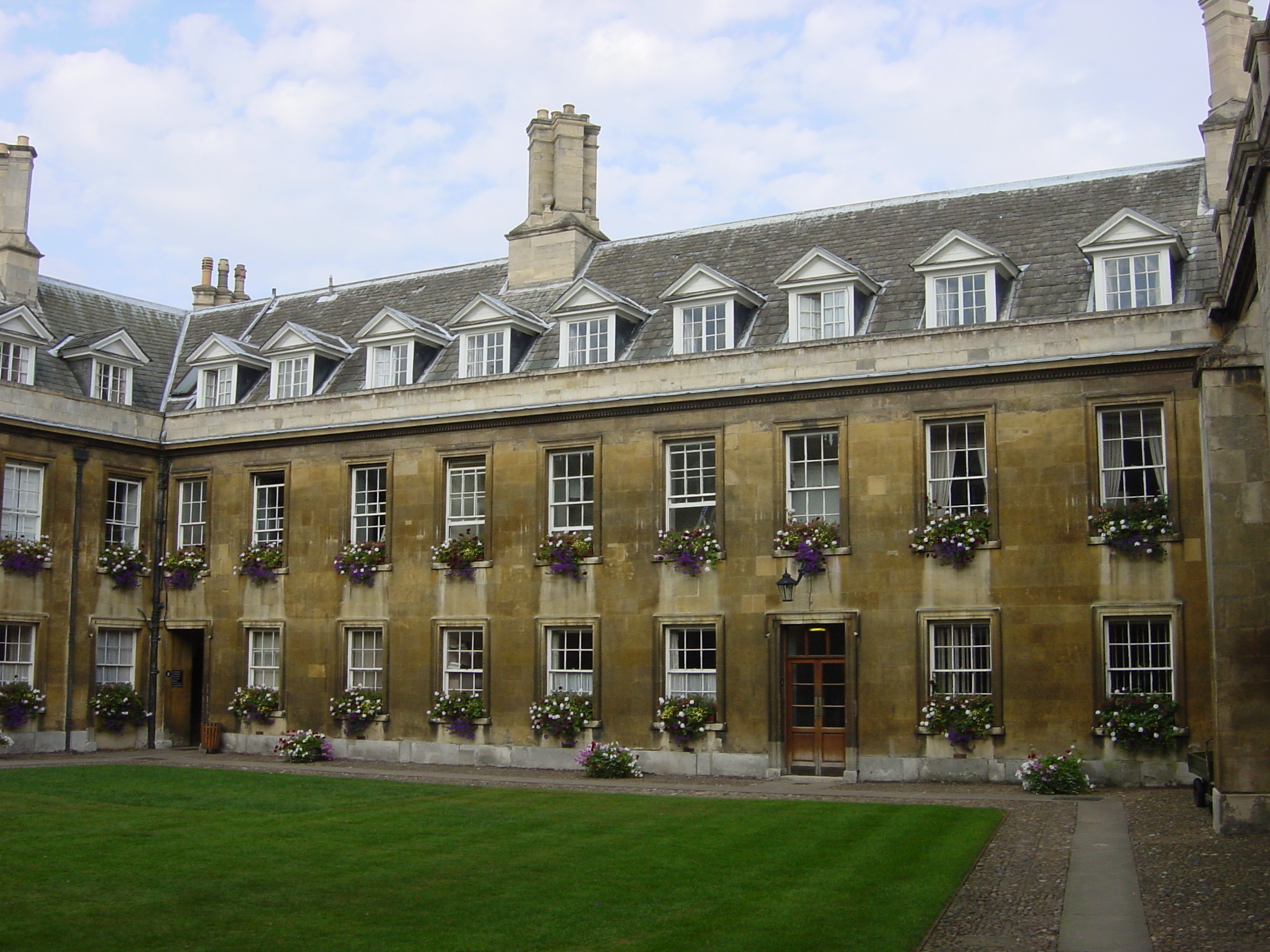
Kijk vanaf de binnenplaats op de oostkant van Gonville Court

Gonville and Caius College is een van de constituerende colleges van de Universiteit van Cambridge in Engeland.
Het college wordt vaak eenvoudigweg als "Caius" aangeduid, naar zijn tweede stichter, John Keys, die zoals in zijn tijd voor wetenschappers gebruikelijk was zijn naam latiniseerde.

## Bekende personen

### Nobelprijswinnaars
- 1932 Sir Charles Sherrington – neurofysioloog (student en fellow)
- 1935 Sir James Chadwick – natuurkundige, ontdekker van het neutron (student, fellow en master)
- 1945 Sir Howard Florey – mede-ontdekker van penicilline (fellow)
- 1954 Max Born – natuurkundige
- 1962 Francis Crick – ontdekker van de structuur van DNA (PhD student en honorary fellow)
- 1972 Sir John Hicks – econoom (fellow)
- 1974 Antony Hewish – astronoom (student en fellow)
- 1976 Milton Friedman – econoom (visiting fellow)
- 1977 Sir Nevill Mott – theoretisch natuurkundige (fellow en master)
- 1984 Sir Richard Stone – econoom
- 2001 Joseph Stiglitz – econoom (fellow)
- 2008 Roger Tsien – scheikundige (fellow)

### Opmerkelijke afgestudeerden

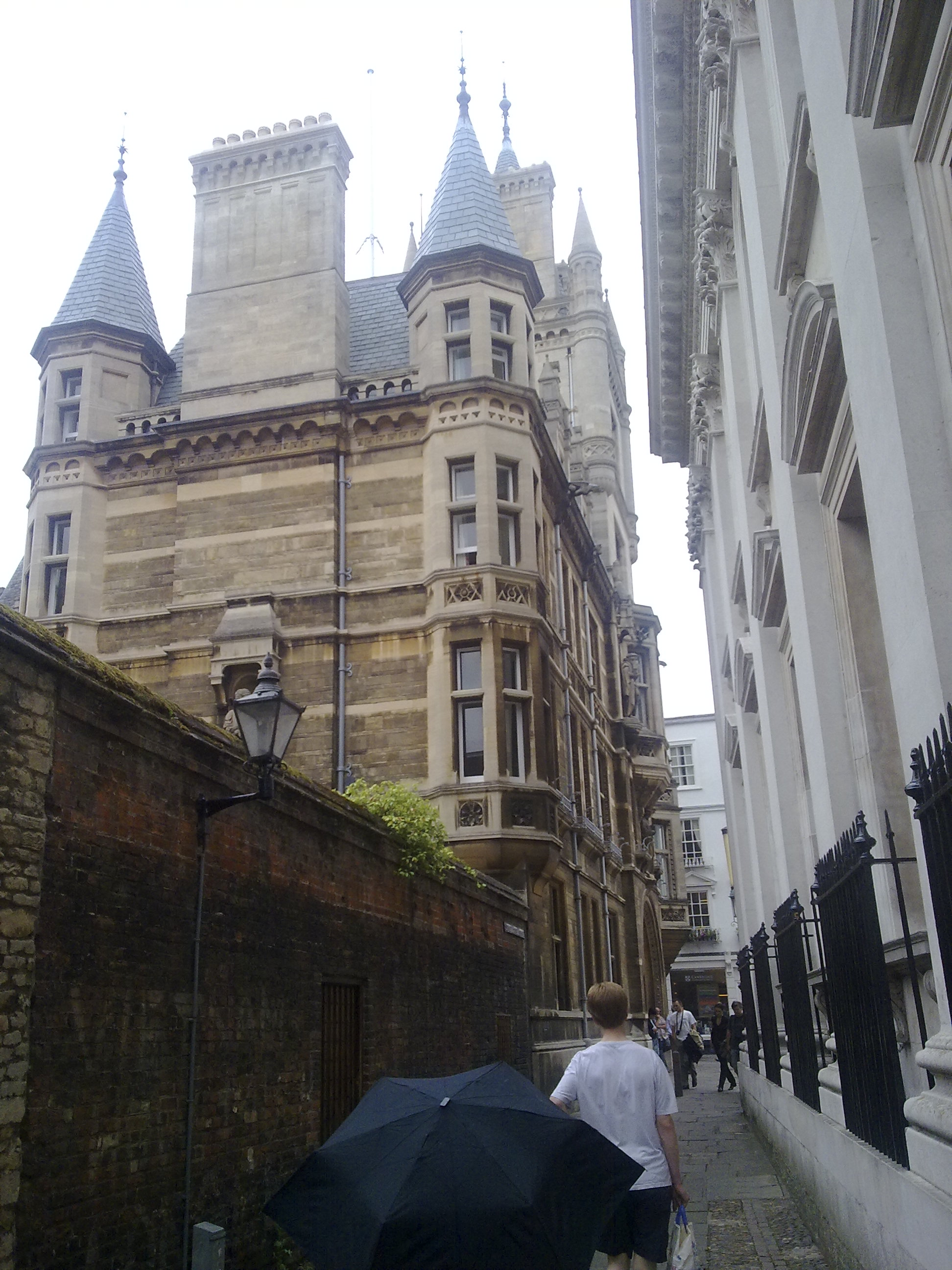
Het college vanuit de ernaast gelegen Senate House Passage

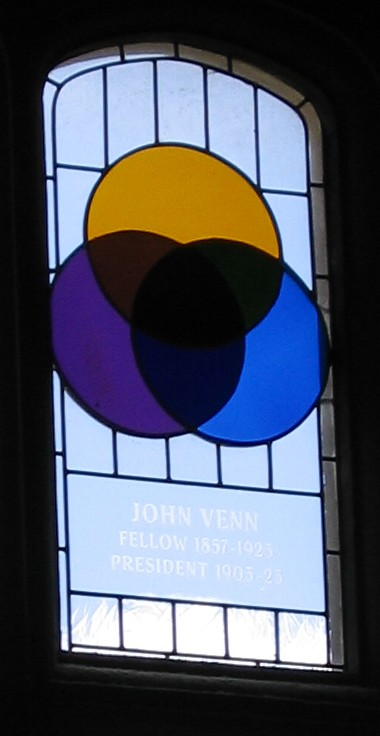
Glas-in-loodraam in de dining hall van Caius College, in Cambridge, ter gedachtenis aan John Venn en diens uitvinding van het venndiagram.

- Harold Abrahams – olympisch atleet op de 100-meter, winnaar van de gouden medaille, geportretteerd in de film Chariots of Fire.
- Max Born – Nobelprijs-winnend theoretisch natuurkundige.
- Alain de Botton – populair filosofieschrijver.
- John Brereton – kronikeur van de eerste Europese reis naar New England, 1602
- Alastair Campbell – adviseur van de Britse premier Tony Blair.
- Jimmy Carr – komiek en televisiepresentator.
- Robert Carr – voormalig Brits parlementslid en Home Secretary.
- Kenneth Clarke – Brits parlementslid Lord Chancellor, Minister van Justitie en voormalig Chancellor of the Exchequer.
- John Horton Conway – wiskundige.
- Chris Davies – Liberaal Democratisch Europees parlementslid
- Sir David Frost – mediapersoonlijkheid.
- George Green – wiskundige.
- Sir Thomas Gresham – oprichter van de Royal Exchange.
- Sir Percy Wyn-Harris – bergbeklimmer, avonturier en voormalig gouverneur van de Gambia
- William Harvey – medisch pionier.
- Thomas Lynch, Jr. – ondertekenaar van de United States Declaration of Independence.
- Iain Macleod – voormalig Chancellor of the Exchequer.
- Michael Joseph Oakeshott – filosoof.
- Titus Oates – Paapse samenzweerder, winnaar verkiezing “slechtste Brit van de 17e eeuw”.
- Richard Overy – historicus.
- G.H. Pember – theoloog.
- Andrew Roberts – historicus.
- Simon Sebag Montefiore – historicus.
- Thomas Shadwell – toneelschrijver, Poet Laureate.
- Howard Somervell – chirurg, bergbeklimmer en missionaris.
- Norman Stone – historicus
- Sir Richard Stone – Nobelprijs-winnende econoom.
- Dorabji Tata – Indiaas industrieel en filantropist.
- Adair Turner – Brits zakenman.
- John Venn - logicus, uitvinder van het venndiagram.
- Edward Adrian Wilson – ontdekkingsreiziger die samen met Robert Falcon Scott stierf in Antarctica.

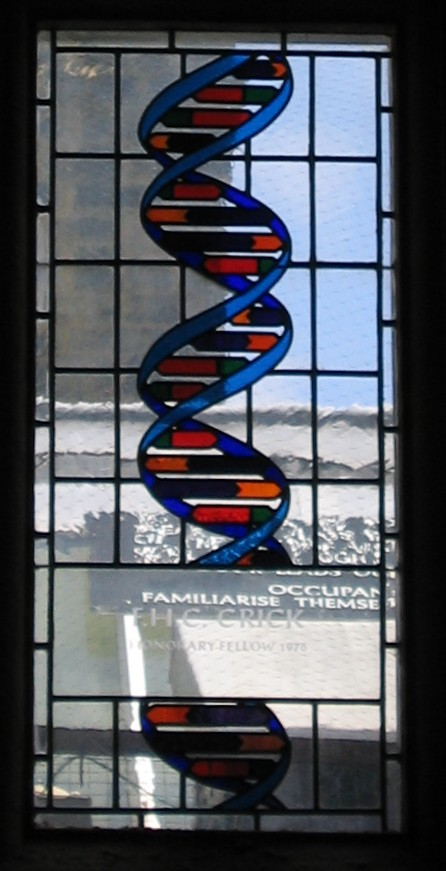
Glas-in-loodraam in de dining hall van Caius College, in Cambridge, ter gedachtenis aan Francis Crick. Het raam beeldt de structuur van DNA uit.

### Opmerkelijke fellows en masters
- Lord Bauer - econoom (student en fellow)
- Sir James Chadwick - Nobelprijs-winnend natuurkundige, ontdekken van de neutron (student, fellow en master).
- Francis Crick - mede-Nobelprijswinnaar voor het ontdekken van de structuur van DNA (Ph.D student en hon. fellow).
- Rabbi Jonathan Sacks - Hoofdrabbijn van de British Commonwealth (fellow).
- Sir Alan Fersht - scheikundige and Fellow of the Royal Society (fellow).
- Sir Ronald Fisher - statisticus, evolutionair bioloog en geneticist (student, fellow en president).
- Sir Howard Florey - Nobelprijs-winnende ontdekker van penicilline (fellow).
- Milton Friedman - Nobelprijs-winnende econoom (visiting fellow).
- Francis Glisson - arts en een van de stichters van de Royal Society (fellow).
- Stephen Hawking - theoretisch natuurkundige en voormalig Lucasian Professor (fellow).
- Antony Hewish - Nobelprijs-winnende astronoom (student en fellow).
- Sir John Hicks - Nobelprijs-winnende econoom (fellow).
- Sir Nevill Mott - Nobelprijs-winnende theoretisch natuurkundige (fellow en master).
- Joseph Needham - sinoloog (student, fellow en master).
- Sir Charles Sherrington - Nobelprijs-winnende neurofysioloog (student en fellow).
- Quentin Skinner - Regius Professor of Modern History aan de Cambridge (student and fellow)
- Joseph Stiglitz - Nobelprijs-winnende econoom (fellow).
- John Venn - uitvinder van het venndiagram en historicus van het College (student, fellow en president).
- Charles Wood - componist (fellow).
- Edward Wright - Engels wiskundige en cartograaf die als eerste de wiskundige basis voor de mercatorprojectie uiteenzette (student and fellow).